# سیارک ۲۳۶۱۲
سیارک ۲۳۶۱۲ (به انگلیسی: 23612 Ramzel، نامگذاری:1996BJ4) بیست و سه هزار و ششصد و دوازدهمین سیارک کشف شده‌است که در ۲۲ ژانویه ۱۹۹۶ کشف شد.
قدر مطلق سیارک برابر ۲۰.۴ است.